# John Carey
John Carey (Londra, 5 aprile 1934) è un docente, giornalista e critico letterario inglese.
È stato emerito professore di letteratura inglese alla Oxford University. È nato a Barnes, Londra;  crebbe a Nottingham e ad East Sheen come uno sfollato. Studiò St. John's College di Oxford. Dopo un certo periodo di tempo, divenne professore nel 1975, ritirandosi nel 2001.